# Orle Wzgórze (Sopot)
Orle Wzgórze – wzniesienie położone w woj. pomorskim, na obszarze miasta Sopot.
Przed II wojną światową wzniesienie nie posiadało oficjalnej nazwy, zaś obecnie stosowana nazwa to "Orle Wzgórze".
W bezpośrednim sąsiedztwie wzgórza w odległości ok. 200 m znajduje się Opera Leśna w Sopocie.